# Euprepiophis
Euprepiophis — рід неотруйних змій з родини полозових (Colubridae).

## Таксономія
Розрізняють 3 види. Раніше його представників як підрід відносили до родів Coluner та Elaphe. 
У 2002 році запропоновано вважати окремим родом, завдяки дослідженням Урса Утігера.

## Опис
Загальна довжина представників цього роду коливається від 90 см до 1,2 м. Голова трохи витягнута, дещо стиснута з боків. Значну частину складає довгий та помірно тонкий хвіст. Забарвлення здебільшого у темних кольорах зі смугами, розташованими поперек тулуба та хвоста.

## Спосіб життя
Полюбляють гірську місцину, зустрічаються біля вулканів та геотермальних джерел. Зустрічається на висоті до 2500 м над рівнем моря. Ховаються у норах гризунів, серед скель. Живляться гризунами, дрібними птахами.
Це яйцекладні змії. Самиці відкладають до 10—12 яєць.

## Розповсюдження
Мешкають в Японії, Китаї, Тайвані, Курильських островах (Росія), Індії, Південно-східній Азії.

## Види
- Euprepiophis conspicillata — Полоз японський
- Euprepiophis mandarinus — Полоз мандариновий
- Euprepiophis perlacea